# Daulat Rao Scindia
Ali Jah Naib Wakil-i-Mutlaq Amir al-Umara Mukhtar al-Mulk Maharajadhiraj Maharaja Shrimant Daulat Rao Scindia (o Sindhia) Bahadur, Maharaja Scindia de Gwalior (1779-1827) fou maharajà de Gwalior, fill gran de Shrimant Sardar Anand Rao (conegut com a Madaji Sahib) Scindia i de Shrimant Akhand Soubhagyavati Mainabai Sahib. El seu pare Anand Rao era fill de Tukoji Rao Scindia (conegut com a Baba Sahib) i net del fundador Ranoji Rao Scindia; era també pare de l'antic maharajà Kadarji Rao Scindia.
Daulat Rao va succeir amb 15 anys al seu besoncle Madhav Rao I Scindia (també apareix com Madho, Madhoji o Mahadji) que l'havia adoptat com a fill, el 12 de febrer de 1794 i fou instal·lat al tron i reconegut pel peshwa el 3 de març de 1794. El 10 de maig de 1794 va rebre els títols de Naib Wakil-i-Mutlaq, Amir al-Umara i Mukhtar al-Mulk, i les insignies reials.
Durant el període que va seguir la mort del peshwa Madho Rao Narayan (1795), l'eliminació de Tukoji I Rao Holkar (1797), les intrigues de Nana Farnavis a Poona, i la pujada al poder del turbulent Jaswant I Rao Holkar (1799), i va permetre a Daulat Rao va obtenir prou influència per posar al poder a Baji Rao, usurpar possessions d'Holkar (1797-1799), i assegurar-se la fortalesa d'Ahmednagar a Dècan que era la porta d'accés tant als territoris del peshwa com als del nizam. Va estar per un temps sota influència del seu sogre Sarje Rao Ghatke, un notori pocavergonya, amb la filla del qual es va casar (1798) i sota el seu consell es va apoderar de territoris dels marathes ponwars de Dhar i de Dewas. El juliol de 1801 Jaswant Rao Holkar es va presentar a Ujjain, va derrotar a alguns batallons de Sindhia dirigits per Hessing, i va obtenir una gran suma dels habitants per no saquejar la ciutat; però l'octubre Sarje Rao Ghatke va prendre la revenja i va saquejar Indore i la va arrasar, fent atrocitats contra els seus habitants. Va seguir el període anomenat Gardi-i-wakt (període de malestar) en el qual els exèrcits de Sindhia i Holkar van assolar durant mesos l'Índia central a més de produir-se atacs dels pindaris dirigits per Amir Khan i altres.
El seu exèrcit estava dirigit per oficials francesos. Benoît de Boigne s'havia retirat el 1796 i el seu successor Perron, tot i que hàbil, afavoria massa als oficials francesos i limitava les possibilitats d'ascens dels natius, el que feia que no tingués un ple suport. El fet de tenir un exèrcit dirigit per francesos el feia, d'altra banda, perillós pels britànics en aquesta època de lluita al continent contra Napoleó.

## Segona Guerra Anglo-Maratha
El tractat de Bassein (31 de desembre del 1802) va posar al peshwa sota influència britànica i llavors Daulat Rao Sindhia, oposat al tractat, es va aliar a Raghuji Bhonsle, raja de Nagpur (Berar) i altres caps i la coalició va envair el territori del nizam (1803) que estava sota protecció britànica. Els britànics van ocupar Ahmednagar; el 23 de setembre de 1803 l'exèrcit maratha fou atacat i derrotat a Assaye per Sir Arthur Wellesley (després duc de Wellington). Daulat Rao va perdre gran part dels seus recursos militars cosa que fou completada per la segona victòria britànica de Wellesley a la batalla d'Angaon, a Berar, el 28 de novembre de 1803. Al mateix temps Lord Lake va destruir el poder maratha al nord del Narbada; el setembre va assaltar Aligarh; i al cap de pocs dies, a l'altre costat de Delhi, va derrotar el disciplinat exèrcit de Daulat Rao Sindhia dirigit pel francès Bourquin, i va deixar lliure de marathes el Doab, podent ocupar Delhi. Abans d'acabar l'any els britànics van ocupar Agra després d'un breu intent defensiu. Lake va seguir endavant i poques setmanes després posava punt final a la campanya amb la victòria de Laswari (Laswaree) en que el poder militar de Daulat Rao va quedar aniquilat i va haver de demanar la pau signant el tractat de Sarji Anjangaon (30 de desembre de 1803), pel que renunciava a les seves conquestes a l'Hindustan i al sud de les muntanyes Ajanta excepte algunes viles hereditàries, cedint tots els territoris entre el Jumma i el Ganges, Gohad i Gwalior, el districte de Broach i altres territoris al sud dels seus dominis. Els britànics volien Gohad i Gwalior però com que Daulat Rao les volia conservar, abans d'entregar-les va establir l'aliança amb Jaswant I Rao Holkar, cosa que va portar a un nou conflicte amb els britànics; Daulat va atacar el camp del resident britànic i va fer presoner al resident; el canvi a la política de no-intervenció amb el nou governador general Lord Cornwallis, li va permetre conservar Gohad i Gwalior i va portar a la reobertura de negociacions que comportaven la restauració d'aquestos territoris. El tractat de Burhanpur es va signar el 22 de novembre de 1805 confirmant el de Sarji Anjangaon però reconeixent Gohad i Gwalior a Sindhia, amb el riu Chambal formant el límit nord; el govern britànic a més a més es va comprometre a no fer tractats amb estats tributaris o veïns de Gwalior com Udaipur, Jodhpur i Kotah. Daulat Rao va establir llavors la seva capital permanent al peu de la fortalesa de Gwalior al lloc anomenat Lashkar.
In 1811, Daulat Rao el general Jean Baptiste Filose va ocupar el principat de Chanderi que fou annexionat per Gwalior. Chanderi havia passat als rajputs bundeles el 1586 i després fou dominada per Ram Sab, fill del raja Madhukar d'Orchha fins que el 1680 Devi Singh Bundela fou nomenat governador mogol de la ciutat, i va romandre en mans de la dinastia fins a la conquesta de Gwalior.
El 1816 va esclatar la guerra Pindari; els pindaris van demanar ajut a Daulat Rao; també el peshwa maratha que volia restaurar la confederació maratha contra els britànics, demanava ajut a Sindhia. Per un temps Sindhia va vacil·lar, però Hastings, el governador general, va avançar amb un formidable exèrcit cap al riu Chambal, que va provocar tant de terror a Daulat que va acceptar l'abrogació d'un article del tractat de 1805 que prohibia als britànics entrar en aliança amb els estats de Rajputana, i va signar el tractat de Gwalior (1817) prometent completa col·laboració amb els britànics contra els pindaris, cedint per tres anys les fortaleses d'Asirgarh i Hindia. No obstant el governador d'Asirgarh no va voler entregar el fort que va haver de ser conquerit per les armes. Al fort els britànics van trobar una carta de Sindhia en la que aquest ordenava seguir les ordes del peshwa el qual havia iniciat la guerra amb els britànics atacant al resident a Poona; a causa d'aquest conflicte Asirgarh va haver de ser cedit de manera permanent als britànics per un nou tractat de 1818 que va portar a alguns ajustos territorials comportant la cessió d'Ajmer i altres territoris.
Es va casar quatre vegades, primer amb Shrimant Akhand Soubhagyavati Maharani Durga Bai Raje Sahib Scindia (morta el 1812), després amb Shrimant Akhand Soubhagyavati Maharani Rukma Bai Raje Sahib Scindia; més tard (1798) amb Shrimant Akhand Soubhagyavati Maharani Baiza Bai Raje Sahib Scindia (+ 16 de setembre de 1863 regent de 1827 a 1832), i per quarta vegada amb Shrimant Akhand Soubhagyavati Maharani Bala Bai Raje Sahib Scindia.
Daulat Rao va morir a Lashkar, Gwalior, el 21 de març de 1827 sense hereu (el seu únic fill Yuvraj Maharaj Shrimant Madhorao Maharaje Sahib Scindia havia mort a Gwalior el 1812 amb només 8 mesos; tenia no obstant una filla) i sense haver adoptat successor. Al seu llit de mort va deixar l'estat i la successió en mans del govern britànic però assenyalant el seu desig que la vídua Baiza o Baija Bai fou tractada amb respecte i escoltada; Baija Bai va exercir la regència del 21 de març de 1827 al 17 de juny de 1827, quan la successió va recaure finalment per adopció en un jove de nom Mugat Rao Jankoji (d'11 anys), d'una branca llunyana però legitima de la família, i suposat favorit de Daulat Rao, que va agafar el nom de Jankoji Rao II Scindia o Jhankuji Rao Scindia, sota la regència de Baija Bai.